# Сафронов, Евгений Витальевич
Евгений Витальевич Сафронов (род. 24 июля 1982, Тольятти, Куйбышевская область) — российский хоккеист, нападающий. Тренер.

## Биография
Воспитанник тольяттинского хоккея. Выступал за команды «Лада-2» (1998/99 — 2000/01, 2001/02 — 2003/04, 2007/08), «Дизелист» Пенза (2001/02), «Лада» (2002/03 — 2003/04, 2007/08, 2012/13), "Металлург и «Металлург-2» (Новокузнецк, 2003/04, 2005/06, 2006/07), «Молот-Прикамье» Пермь (2004/05, 2005/06, 2007/08 — 2009/10), «Нефтяник» Лениногорск (2004/05), ХК МВД и «ХК МВД-2» (2006/07), «Автомобилист» Екатеринбург (2007/08), «Нефтяник» Альметьевск (2012/13) ЦСК ВВС Самара (2013/14), «Мордовия» Саранск (2014/15).
Тренер команды «Лады» 2008 года рождения (2016—2019). Тренер (2019/20), главный тренер (2020/21) команды ЮХЛ «Лада-Веста». Старший тренер команды ВХЛ «Дизель» Пенза(12 ноября 2021—2022/23). Главный тренер команды ЮХЛ «Лада U18» (2023/24). Тренер по нападающим в команде ВХЛ «Буран» Воронеж (29 марта — 10 сентября 2024). Тренер в команде ВХЛ ЦСК ВВС (с 13 октября 2024).